# Pollenia longitheca
Pollenia longitheca este o specie de muște din genul Pollenia, familia Calliphoridae, descrisă de Knut Rognes în anul 1987.
Este endemică în Cyprus. Conform Catalogue of Life specia Pollenia longitheca nu are subspecii cunoscute.